# 非凡なる凡人
非凡なる凡人（ひぼんなるぼんじん）は、国木田独歩の小説。雑誌『中学世界』1903（明治36）年3月号に掲載され、のち単行本『運命』に収録された。『運命』は単行本収録作品すべてが没後同じタイトルの岩波文庫に収められている。

## 概要
工業で身を立てると決心した主人公が立身出世をするという小説。主人公はジェームズ・ワットやジョージ・スチーブンソンやトーマス・エジソンを理想の英雄として、発明に越す大事業は無いとしていた。小学校を卒業して銀行に就職して貯金をして、工手学校夜間部を卒業して、横浜の会社の電気部技師になり仕事に励むという内容。主人公はサミュエル・スマイルズの自助論を読んでいた。そしてこの主人公は今の自分があるのは全くこの書籍のおかげであるとしている。主人公の友人があるとき主人公の仕事場を訪れたときには、主人公はちょうど機械に狂いが生じたのを修理している最中であった。この友人は仕事をしている主人公を見て、それが無人の地で我を忘れて世界を忘れて身も魂も仕事に打ち込んでいた姿で、ここまで主人公が真面目な姿を見たことが無く、見ているうちに一種の荘厳に打たれていた。

## 評価
新保祐司は、この作品を例に挙げ、「この小説の時代にはこの主人公のような人々が数百万人もいて、このような人々が明治という時代と精神を支えていたのであった」と語っている。
北野昭彦は、「豊臣秀吉やナポレオン・ボナパルトのような天才とされるような人物というのは千年に1人が出るかでないかであるのに対して、この小説では平凡な社会で常に産出しうる感心するほどの人物が書かれている。また平凡な社会が常に要求している人物であり、社会にこの小説の主人公のような人物が1人増えれば、それだけ社会が幸福になるということであった」と評している。
主人公が通う工手学校とは、工学院大学の前身の学校であった。